# Blepharipa auripilis
Blepharipa auripilis är en tvåvingeart som först beskrevs av Robineau-desvoidy 1863.  Blepharipa auripilis ingår i släktet Blepharipa och familjen parasitflugor. Inga underarter finns listade i Catalogue of Life.